# 世界征服 謀略之星
《世界征服 謀略之星》，是於2014年1月開始播放的原創電視動畫。由岡村天齋、星空流星（TYPE-MOON）、黑星紅白共同製作。

## 劇情概要
與父親吵架而離家出走的中學生——地紋明日汰，在夜裡的西宇土市遊蕩時，剛好遇到了戒嚴令發布，並被捲入巨大怪物與自衛隊的戰鬥，在尋找避難場所的過程中，與想要征服世界的「星」之首領——星宮凱特相遇並被邀請加入「星」，加入「星」之後成為戰鬥員的明日汰，開始過著白天上學，晚上與假日跟著「星」征服世界的生活。

## 登場角色

### 星
星宮凱特／薇妮艾拉（聲：久野美咲）
以世界征服為目標的組織「星」的首領。
騎腳踏車在街上遊蕩時遇見了明日汰，並邀請他加入「星」。
雖然只是小女孩，可是卻能夠明確的辨別大義。
動畫第6集與機器子入讀明日汰的學校。
在動畫最後打敗地紋的父親，征服了日本，並建立一個過於強調藝術的雕像。
地紋明日汰／多瓦（聲：花江夏樹）
離家出走的中學二年級生，與凱特相遇後，開始成為「星」的一員，非常擅長作料理。
動畫後期與駒鳥逃亡，並參與了與父親的戰鬥。
鹿羽逸花／普拉妙（聲：伊瀨茉莉也）
有著成熟氣質的女高中生，「星」的三位幹部之一，右眼戴著眼罩。鹿羽吾郎的親女兒。
非常喜歡作料理，但是作出來的料理非常恐怖，被明日汰戲稱為可以毀滅國家的化學武器，目前正在向明日汰學習料理中。
在動畫後期跟星宮凱特逃亡，並與星的成員一同打敗地紋的父親。
拿下眼罩會變的很膽小。
娜塔夏／烏姆教授（聲：花澤香菜）
金髮的眼鏡少女，使用廣島腔說話，「星」的三位幹部之一，技術系萬能的科學者。
在動畫第10集為保護凱特與「白色之光」交戰，其後落敗並被禁錮。
在動畫最後成功逃離，並與星的成員一同打敗地紋的父親。
鹿羽吾郎／佩貝爾將軍（聲：廣田稔）
體格壯碩的巨漢，原本是武藏野系死屍聯合的總長，現為「星」的三位幹部之一。
在動畫第10集與「白色之光」交戰，其後落敗並被「白色之光」解除武裝。11集要求香織要追求自己的幸福並與她接吻，最後與星的成員打敗地紋的父親。
在動畫第12集跟香織結婚。
安（聲：鳥海浩輔）
本名兩角安兵衛。「星」的主任戰鬥員，在明日汰加入之前是組織裡最沒地位的人。
曾被處罰一個星期不能吃晚餐，後來又成為了逸花的料理試吃員。
在動畫第10集開頭得知已叛變至京志郎一方，但到最後還是回到「星」裏。
機器子（聲：山崎惠理）
「星」的一員，古代宇土川文明製造的自立思考型機器人。
在動畫第10集與「白色之光」交戰，其後落敗並被「白色之光」破壞。其實她只是在換衣服而非落敗，之後便與星的成員一同打敗地紋的父親，
動畫第6集與凱特入讀明日汰的學校。

### 西宇土川第三中學校
駒鳥蓮華（聲：M・A・O）
與明日汰同班的女孩，髮型為雙馬尾加包包頭，對明日汰抱有好感。
在校內「最想讓她作我女朋友」的68人中排名第27位。
在動畫後期得知地紋和伊格蕾特的真實身分。與地紋逃亡後便協助星並一同打敗地紋的父親。
白色羅賓
蓮華以「白色之光」成員身份活動時的姿態。階級為三尉，擔任部隊的隊長。
白鷺美酒（聲：壽美菜子）
與明日汰就讀同個學校的同學，名家「白鷺財團」的大小姐。
容姿端麗且文武雙全，受到全校同學的敬愛。
像是認識明日汰的父親。
白色伊格蕾特
美酒以「白色之光」成員身份活動時的姿態。階級為曹長。
擁有同時與普拉妙、佩貝爾作戰的高強戰鬥力。

### 白色之光
司令／隼房香織（聲：山本兼平／坂本真綾）
藉由投影畫面，給予白色羅賓和白色伊格蕾特指令的謎樣男子。
真實身分是白色之光裡擁有最強戰力的司令官——白色獵鷹。
平時作為人氣聲優活躍著，也作為凱特等人所喜愛的動畫「機器執事」的一員參與演出。
在動畫第10集將「白色之光」交給白色伊格蕾特，其後成為京志郎的直屬部下。
在動畫第12集跟吾郎結婚。

### 東京都軍
地紋京志郎（聲：黑田崇矢）
東京都知事，同時亦是東京都軍特別遊擊隊的總司令。明日汰的父親。吸煙者，經常吸食雪茄。
經常委託香織執行一些骯髒工作。
知道自己兒子是「星」的成員，但並不期盼他會歸還。

### 其他
椿（聲：小林沙苗）
吾郎之妻、香織之姊，已逝。

## 電視動畫

### 製作人員
- 原作：hunting cap brothers
- 監督：岡村天齋
- 系列構成：星空流星（TYPE-MOON）、岡村天齋
- 角色原案：黑星紅白
- 角色設計、總作畫監督：佐佐木啟悟
- 副角色設計：嶋田真惠
- 道具設計：渡邊浩二
- 美術監督：池田繁美、丸山由紀子
- 美術設定：竹內志保、高畠聰
- 色彩設計：水田信子
- 攝影監督：設樂希
- CG導演：町田政彌
- 編輯：後藤正浩
- 音樂：加藤達也
- 音響監督：蝦名恭範
- 主製作人：岩上敦宏、木村晃、竹內友崇、丸山博雄、落越友則
- 製作人：柏田真一郎、加藤久美子、古川慎、前田俊博
- 動畫製作人：外崎真
- 動畫製作：A-1 Pictures
- 製作：征服實行委員會

### 主題曲
片頭曲「Be mine！」
作詞、主唱：坂本真綾，作曲：the band apart，編曲：the band apart、江口亮，弦樂編曲：江口亮、石塚徹
第1話當作片尾曲使用，第12話未使用。
片尾曲
作詞：藤林聖子，作曲、編曲：bermei·inazawa，主唱：悠木碧
第1話並未使用。
劇中曲（第8話）
作詞：松井洋平，作曲：加藤達也，主唱：
劇中動畫「機器執事」的主題曲。
插入歌（第13話）
作詞、作曲、編曲：中山真斗，主唱：機器子（山崎惠理）

### 各話列表
| 話數              | 日文標題 | 中文標題                 | 劇本     | 分鏡              | 演出       | 作畫監督                              |
| ----------------- | -------- | ------------------------ | -------- | ----------------- | ---------- | ------------------------------------- |
| 第1話             |          | 征服全人類               | 星空流星 | 岡村天齋          | 岡村天齋   | 嶋田真惠 渡邊浩二（機械）             |
| 第2話             |          | 從餐桌到墓地             | 星空流星 | 岡村天齋          | 大和直道   | 酒井智史                              |
| 第3話             |          | 捲曲成煙終不散           | 岡村天齋 | 岡村天齋          | 山下英美   | 龜谷響子、海堂浩幸                    |
| 第4話             |          | UDO在冰冷的土地中        | 星空流星 | 鎌倉由實          | 春藤佳奈   | 木曾勇太、工藤裕加                    |
| 第5話             |          | 白色羅賓千鈞一髮         | OKSG     | 保戶木知惠        | 保戶木知惠 | 嶋田真惠、小泉初榮                    |
| 第6話             |          | 放學後秘寶俱樂部（上集） | 菅正太郎 | 高橋敦史          | 安藤貴史   | 窪敏、南伸一郎 小平園子、豬狩崇       |
| 第7話             |          | 放學後秘寶俱樂部（下集） | 菅正太郎 | 岡村天齋          | 大和直道   | 海堂浩幸、酒井智史                    |
| 第8話             |          | 遊隼從天而降             | 星空流星 | 安藤真裕          | 保戶木知惠 | 龜谷響子、嶋田真惠 關口雅浩           |
| 第9話             |          | 溫泉煙霧假面武鬥會       | OKSG     | 保戶木知惠        | 久保山英一 | 菅井愛明、小泉初榮                    |
| 第10話            |          | 西宇土川戰線出現異狀     | 星空流星 | 黑澤守            | 木村泰大   | 酒井智史、嶋田真惠 關口雅浩           |
| 第11話            |          | 夢醒之後的征服者們       | 星空流星 | 岡村天齋          | 奧野浩行   | 工藤裕加、海堂浩幸                    |
| 第12話            |          | 星之光普照世界           | 星空流星 | 安藤真裕 岡村天齋 | 大和直道   | 嶋田真惠、小泉初榮 關口雅浩、菅井愛明 |
| 第13話 （未播放） |          | 新·星的大作戰            | 菅正太郎 | 高橋敦史          | 大和直道   | 海堂浩幸、關口雅浩                    |

### 播放電視台
日本深夜動畫：下文記載的日本国内播放時間使用日本標準時間（UTC+9）表示。因為部分時間标识會採用30小时制，因此請留意这类超过24:00的时间，其實際播放時間為翌日清晨。
| 播放地區   | 播放電視台   | 播放日期               | 播放時間（UTC+9）         | 所屬聯播網 | 備註               |
| ---------- | ------------ | ---------------------- | ------------------------- | ---------- | ------------------ |
| 東京都     | TOKYO MX     | 2014年1月11日－3月29日 | 星期六 24時00分－24時30分 | 獨立UHF局  | E!TV節目           |
| 群馬縣     | 群馬電視台   | 2014年1月11日－3月29日 | 星期六 24時00分－24時30分 | 獨立UHF局  |                    |
| 栃木縣     | 栃木電視台   | 2014年1月11日－3月29日 | 星期六 24時00分－24時30分 | 獨立UHF局  |                    |
| 近畿廣域圈 | 每日放送     | 2014年1月11日－3月29日 | 星期六 26時58分－27時28分 | 日本新聞網 | Anime Shower 第3部 |
| 愛知縣     | 愛知電視台   | 2014年1月14日－4月1日  | 星期二 28時35分－29時05分 | 東京電視網 |                    |
| 日本全國   | 萬代頻道     | 2014年1月15日－4月2日  | 星期三 12時00分 更新      | 網路電視   |                    |
| 日本全國   | NICONICO直播 | 2014年1月15日－4月2日  | 星期三 24時00分－24時30分 | 網路電視   |                    |
| 日本全國   | NICONICO動畫 | 2014年1月15日－4月2日  | 星期三 24時30分 更新      | 網路電視   |                    |
| 日本全國   | BS11         | 2014年1月18日－4月5日  | 星期六 24時00分－24時30分 | 衛星電視   | ANIME+節目         |

### 藍光／DVD
| 卷數 | 發售日         | 收錄話         | 規格編號      | 規格編號      | 規格編號   |
| 卷數 | 發售日         | 收錄話         | 藍光限定版    | DVD限定版     | DVD通常版  |
| ---- | -------------- | -------------- | ------------- | ------------- | ---------- |
| 1    | 2014年3月19日  | 第1話－第2話   | ANZX-11061/2  | ANZB-11061/2  | ANSB-11061 |
| 2    | 2014年4月16日  | 第3話－第4話   | ANZX-11063/4  | ANZB-11063/4  | ANSB-11063 |
| 3    | 2014年5月21日  | 第5話－第6話   | ANZX-11065/66 | ANZB-11065/66 | ANSB-11065 |
| 4    | 2014年6月18日  | 第7話－第8話   | ANZX-11067/68 | ANZB-11065/66 | ANSB-11067 |
| 5    | 2014年7月16日  | 第9話－第10話  | ANZX-11069/70 | ANZB-11067/68 | ANSB-11069 |
| 6    | 2014年8月20日  | 第11話－第12話 | ANZX-11071/72 | ANZB-11071/72 | ANSB-11071 |
|      | 2014年10月15日 | 第13話         | ANZX-11073/74 | ANZB-11073/74 | ANSB-11073 |

## 出版書籍
漫畫
改編漫畫由日本漫畫家鈴木真夏作畫、ばう協力，是原創動畫《世界征服～謀略之星～》的本篇漫畫。在一迅社旗下的《月刊Comic REX》2014年3月號上，第1話特別刊載。全3卷。
| 卷數 | 一迅社         | 一迅社                 | 東立出版社    | 東立出版社             |
| 卷數 | 發售日期       | ISBN                   | 發售日期      | ISBN                   |
| ---- | -------------- | ---------------------- | ------------- | ---------------------- |
| 1    | 2014年3月27日  | ISBN 978-4-7580-6433-0 | 2017年2月20日 | ISBN 978-986-431-168-2 |
| 2    | 2014年7月26日  | ISBN 978-4-7580-6462-0 |               |                        |
| 3    | 2014年11月27日 | ISBN 978-4-7580-6481-1 |               |                        |

外傳漫畫由Hamao作畫，在《月刊Comic REX》2014年3月號（1月27日發售）上開始連載。全1卷。
| 卷數 | 一迅社         | 一迅社                 |
| 卷數 | 發售日期       | ISBN                   |
| ---- | -------------- | ---------------------- |
| 全   | 2014年11月27日 | ISBN 978-4-7580-6480-4 |

四格漫畫由ホリ作畫，在《Manga 4 panel》2014年3月號（1月22日發售）上開始連載。全1卷。
| 卷數 | 一迅社         | 一迅社                 |
| 卷數 | 發售日期       | ISBN                   |
| ---- | -------------- | ---------------------- |
| 全   | 2014年10月22日 | ISBN 978-4-7580-8222-8 |

小說
- 著：木村航 / 插畫：黒星紅白

TYPE-MOON BOOKS於2014年3月22日發售電子書。

## 外部連結
- 《世界征服 謀略之星》公式網站 （页面存档备份，存于） （日語）
- 每日放送《世界征服 謀略之星》介紹頁 （页面存档备份，存于） （日語）
- 世界征服 謀略之星的X（前Twitter） （日語）